# Rabdodon
Rabdodon (Rhabdodon) – roślinożerny dinozaur z grupy iguanodonów (Iguanodontia) z rodziny rabdodonów (Rhabdodontidae).
Żył w okresie późnej kredy (ok. 70 mln lat temu) na terenach współczesnej Europy. Długość ciała do 4,5 m, wysokość ok. 2 m, masa ok. 450 kg. Jego szczątki są znajdywane w południowej Europie (Hiszpania, Francja, Austria, Rumunia).
Gatunki:
- Rhabdodon priscus
- Rhabdodon septimanicus